# Typhistes gloriosus
Typhistes gloriosus är en spindelart som beskrevs av Rudy Jocqué 1984. Typhistes gloriosus ingår i släktet Typhistes och familjen täckvävarspindlar. Inga underarter finns listade i Catalogue of Life.